# Sergiño Dest
Sergiño Gianni Dest (Almere, 2000. november 2. –) amerikai válogatott labdarúgó, a PSV Eindhoven hátvédje.

## Pályafutása

### Ajax
2012-ben igazolt az Almere Citytől az amszterdami csapathoz, eleinte csatár volt, később aztán hátvéd lett.

#### Jong Ajax
2018. október 15-én debütált a Jong Ajax csapatában. A Jong PSV elleni vendégbeli 2–1-s találkozón. 18 alkalommal lépett pályára, ezeken egy gólt, és két gólpasszt is szerzett.

#### A felnőttcsapatban
2019. július 27-én Erik ten Hag a kezdő csapatban adott neki bizalmat, a 2019-es holland labdarúgó-szuperkupa, PSV Eindhoven elleni 2–0-s diadalon. A meccset végigjátszotta és a 78. percben kapott egy sárga lapot.
Augusztus 3-án először nevezték az a bajnokság első osztályában (Eredivisie). Majd hét nappal később, az FC Emmen elleni 5–0-s hazai diadalon csereként az 53. percben debütált Noussair Mazraoui helyett.
Augusztus 13-án debütált a Bajnokok Ligája selejtezőkörében, egy félidőt kapott a PAOK FC elleni 3–2-es hazai találkozón. Szeptemberben hivatalosan is felkerült az Ajax első csapatában.
Szeptember 17-én játszotta első Bajnokok Ligája mérkőzését kezdőként, a Lille OSC elleni 3–0-s hazai találkozón. 
December 18-án szerezte meg a klubban az első gólját, az SC Telstar elleni 3–4-s holland kupa találkozón. 
Mivel kiestek a BL csoportkörből, így az Európa ligában folytatták a menetelést. 
2020. február 20-án így bemutatkozott a sorozatban, a spanyol Getafe CF elleni 2–0-s vendégbeli mérkőzésen.

### Barcelona
2020. október 1-jén a klub hivatalos honlapján jelentette be, hogy megvásárolták, és 5 éves szerződést kötöttek. A kivásárlási ára 400 millió euró lesz. Ezzel történelmet írt, mivel ő lett az első amerikai játékosa hivatalosan a felnőtt csapatnak.
Három nappal később mutatkozott be a Sevilla FC elleni 1–1-s bajnoki találkozón. A második félidő 75. percében Jordi Albat váltotta. Október 17-én lépett először kezdőként pályára a Getafe CF elleni 1–0-s vendégbeli összecsapáson.
Három nappal később lépett először pályára a Barcelona színeiben, a Bajnokok Ligája-ban. A Ferencváros elleni 5–1-s hazai mérkőzésen.
Ehónap 24-én történelmet írt, ugyanis ő lett az El Clásicok első amerikai játékosa.
November 24-én az ukrán FK Dinamo Kijiv elleni 0–4-s idegenbeli találkozó 52. percében újabb történelmet írt, ugyanis első amerikai játékosként szerzett gólt a csapatban, Martin Braithwaite asszitját követően. És a Bajnokok Ligájában is ez volt az első találata.
2021. január 13-án nevezték a  Spanyol Szuperkupa elődöntőjébe a Real Sociedad ellen, de nem kapott játéklehetőséget.
Négy nappal később, január 17-én a döntőben kezdőként egy félidőt kapott az Athletic Bilbao elleni 2–3-ra elvesztett rendes játékidő utáni összecsapáson. Ismét az első amerikai játékosa lett a klubnak, aki pályára lépett ebben a kupasorozatban. Február 3-án a Spanyol Kupában is debütált, a második félidő 57. percében, Sergi Roberto helyére érkezett a Granada CF elleni rendesjátékidőt követő 3–5-re megnyert diadalon.
Március 21-én duplázott először a csapatban, a Real Sociedad elleni 1–6-s bajnoki  mérkőzésen, a 43. majd az 53. játékpercben. Így a harmadik amerikai játékos lett, aki gólt jegyzett, és az első, akinek dupláznia sikerül a bajnokságban.
Április 17-én spanyol kupagyőztes lett, miután a döntőben az Athletic Bilbao csapata felett 4–0-s győzelmet arattak a 2020/21-es kupaidényben.

#### AC Milan(kölcsönben)
2022. szeptember 1-jén megegyezés született a Barcelonával, hogy kölcsönöbe érkezik a 2022/23-as idény végéig. Az ügylet egy opciót is tartalmaz a játékos megvásárlására a kölcsönzési időszak lejárta után.
2022. szeptember 6-án debütált a csapatban a Bajnokok Ligájában, idegenbeli környezetben a Red Bull Salzburg elleni 1–1-s összecsapáson, csereként az 57. percben Davide Calabria-t váltotta.

#### PSV Eindhoven(kölcsönben)
2023. augusztus 21-én vált hivatalossá, hogy a 2023-2024-es idényt kölcsönben a PSV Eindhovennél tölti.
Másnap debütált a Bajnokok Ligája selejtezőjében  a skót Rangers ellen.

### PSV Eindhoven
2024. június 29-én a PSV bejelentette, hogy leszerződtették a játékost.

### Egyesült Államok
Mivel amerikai és holland állampolgár, ezért jogában állt eldöntenie, hogy melyik nemzetet képviselje, de az Egyesült Államok mellett döntött.
Így játszott a 2017-es világbajnokságon az U17-ben. Majd két évvel később az U20-as válogatottban is, ahol szintén tagja volt a 2019-es U20-as világbajnokságnak. Összesen 4 mérkőzést játszott.
2019. szeptember 7-én debütált a Mexikó elleni 3–0-s barátságos vendégbeli mérkőzésen.
November 15-én (európai idő szerint 16-án) a Nemzetek Ligájában játszotta első tétmérkőzését. Majd kevesebb mint 2 perc alatt kiosztott egy gólpasszt, amit Jordan Morris értékesített. A találkozót végig játszotta a Kanada elleni 4–1-s hazai mérkőzésen.
2021. március 25-én szerezte meg első találatát a Jamaica elleni találkozón.
2022. november 9-én Gregg Berhalter szövetségi kapitány nevezte a csapat 26-fős keretébe a 2022-es katari világbajnokságra.

## Magánélete
Dest surinamei-amerikai apától, és holland anyától született. Rendelkezik amerikai és holland állampolgársággal is.

## Statisztika
2023. augusztus 22-i állapot szerint.
| Klub             | Szezon           | Bajnokság        | Bajnokság | Bajnokság | Kupa  | Kupa  | Nemzetközi | Nemzetközi | Egyéb | Egyéb | Összes | Összes |
| Klub             | Szezon           | Liga             | Mérk.     | Gólok     | Mérk. | Gólok | Mérk.      | Gólok      | Mérk. | Gólok | Mérk.  | Gólok  |
| ---------------- | ---------------- | ---------------- | --------- | --------- | ----- | ----- | ---------- | ---------- | ----- | ----- | ------ | ------ |
| Jong Ajax        | 2018–19          | Eerste Divisie   | 17        | 1         | —     | —     | —          | —          | —     | —     | 17     | 1      |
| Jong Ajax        | 2019–20          | Eerste Divisie   | 1         | 0         | —     | —     | —          | —          | —     | —     | 1      | 0      |
| Jong Ajax        | Összesen         | Összesen         | 18        | 1         | —     | —     | —          | —          | —     | —     | 18     | 1      |
| Ajax             | 2019–20          | Eredivisie       | 20        | 0         | 4     | 2     | 10         | 0          | 1     | 0     | 35     | 2      |
| Ajax             | 2020–21          | Eredivisie       | 3         | 0         | —     | —     | —          | —          | —     | —     | 3      | 0      |
| Ajax             | Összesen         | Összesen         | 23        | 0         | 4     | 2     | 10         | 0          | 1     | 0     | 38     | 2      |
| Barcelona        | 2020–21          | La Liga          | 30        | 2         | 3     | 0     | 7          | 1          | 1     | 0     | 41     | 3      |
| Barcelona        | 2021–22          | La Liga          | 21        | 0         | 1     | 0     | 9          | 0          | 0     | 0     | 31     | 0      |
| Barcelona        | Összesen         | Összesen         | 51        | 2         | 4     | 0     | 16         | 1          | 1     | 0     | 72     | 3      |
| Milan (kölcsön)  | 2022/23          | Serie A          | 8         | 0         | 1     | 0     | 4          | 0          | 1     | 0     | 8      | 0      |
| Milan (kölcsön)  | Összesen         | Összesen         | 8         | 0         | 1     | 0     | 4          | 0          | 1     | 0     | 14     | 0      |
| PSV (kölcsön)    | 2023/24          | Eredivisie       | 0         | 0         | 0     | 0     | 1          | 0          | —     | —     | 1      | 0      |
| PSV (kölcsön)    | Összesen         | Összesen         | 0         | 0         | 0     | 0     | 1          | 0          | 0     | 0     | 1      | 0      |
| Karrier összesen | Karrier összesen | Karrier összesen | 100       | 3         | 9     | 2     | 31         | 1          | 3     | 0     | 143    | 6      |

1. ↑  Bajnokok ligájában: nyolc mérkőzés (három selejtező, öt csoportkör).
Európa ligában: két mérkőzés a Play off-ban
2. ↑  Mérkőzése(i) a Holland szuperkupában
3. 1 2  Mérkőzése(i) a Bajnokok ligájában
4. ↑  Mérkőzése(i) a spanyol Szuperkupában
5. ↑  A Bajnokok Ligájában négyszer, és az Európa Ligában ötször lépett pályára
6. ↑  Mérkőzése(i) a(z) Supercoppa-ban
7. ↑  A Bajnokok Ligája selejtezőjében

### A válogatottban
| Válogatott       | Év       | Pályára lépés | Gól |
| ---------------- | -------- | ------------- | --- |
| Egyesült Államok | 2019     | 3             | 0   |
| Egyesült Államok | 2020     | 2             | 0   |
| Egyesült Államok | 2021     | 10            | 2   |
| Egyesült Államok | 2022     | 8             | 0   |
| Egyesült Államok | 2023     | 3             | 0   |
| Összesen         | Összesen | 26            | 2   |

#### Góljai a válogatottban
| # | Időpont           | Helyszín                                             | Ellenfél   | Gólok | Eredmény | Kiírás               |
| - | ----------------- | ---------------------------------------------------- | ---------- | ----- | -------- | -------------------- |
| 1 | 2021. március 25. | Stadion Wiener Neustadt, Bécsújhely, Ausztria        | Jamaica    | 1–0   | 4–1      | Barátságos mérkőzés  |
| 2 | 2021. október 13. | Lower.com Field, Columbus, Amerikai Egyesült Államok | Costa Rica | 1–1   | 2–1      | 2022-es VB-selejtező |

## Sikerei, díjai

### Klub

#### Ajax
- Holland szuperkupa: 2019

#### Barcelona
- Spanyol kupa: 2020–21

### Válogatott
Amerikai válogatott
- CONCACAF Nemzetek ligája
  - Győztes (1): 2022–23

### Közösségi platformok
- Sergiño Dest a Facebookon
- Sergiño Dest a Twitteren
- Sergiño Dest az Instagramon

### Egyéb weboldalak
- Sergiño Dest adatlapja az AC Milan weboldalán (angolul)
- Sergiño Dest adatlapja az FC Barcelona hivatalos weboldalán (angolul)
- Sergiño Dest adatlapja az ussoccer hivatalos weboldalán
- Sergiño Dest adatlapja a Transfermarkt oldalon (angolul)
- Sergiño Dest adatlapja a Soccerway oldalon (angolul)